# Montdory
Guillaume Desgilberts lub Dosgilbertz zwany Montdory albo Mondory (ur. 13 marca 1594 w Thiers, zm. tamże 10 listopada 1653) – aktor francuski, założyciel Théâtre du Marais.

## Wczesna kariera
Guillaume Desgilberts urodził się 13 marca 1594 roku w Thiers. Jego rodzinne nazwisko pochodzi od znajdującego się na terenie sąsiedniej parafii Escoutoux « Gilberts ». Ojciec Guillaume 'a był producentem noży. W 1609 roku ojciec umieścił go jako urzędnika u paryskiego prokuratora. Z racji zamiłowań swego pryncypała do teatru młody Desgilberts asystował spektaklom trupy prowadzonej przez Le Noira. Po raz pierwszy został zarejestrowany jako aktor w dniu 31 marca 1612 roku pod nazwiskiem Gilleberts zwany Mondaury w akcie stowarzyszenia trupy zorganizowanej przez Vallerana le Conte'a. Jako młody aktor Montdory miał prawo tylko do połowy wynagrodzenia. Trupa występowała w Hôtel de Bourgogne w Paryżu. W maju 1612 r. odnowiła swoją umowę najmu podpisaną z Confrérie de la Passion  przez Vallerana le Conte'a. Montdory figuruje w niej pod nazwiskiem Gillebertz. Z powodu wysokiego czynszu trupa opuściła stolicę. W 1613 roku występowała w Holandii dla Maurycego Orańskiego. Jest prawdopodobne, że Montdory był tam również.
W 1622 roku Montdory wystąpił wraz z Charlesem Lenoirem w Hôtel de Bourgogne w trupie utrzymywanej przez Maurycego Orańskiego. Ponownie występował w Bourgogne w styczniu 1622 roku. Wkrótce potem opuścił zespół księcia Orańskiego i wraz z innymi aktorami trupy, wśród których znaleźli się między innymi Claude Husson i Claude Deschamps, podpisał dwuletni kontrakt na występy w Hôtel de Bourgogne.

## Théâtre du Marais
W styczniu lub lutym 1630 roku, Montdory, który był właśnie w Paryżu, dołączył do Lenoira i jego zespołu, by zagrać w pierwszej sztuce Pierre'a Corneille'a, Melicie, w Jeu de paume de Berthaud. Spektakl okazał się takim sukcesem, że dzięki wsparciu kardynała Richelieu, zespół mógł stworzyć własny teatr, znany później jako Théâtre du Marais. W 1632 roku trupa zainstalowała się w Jeu de paume de la Fontaine, przy ulicy Michel le Comte, gdzie w 1633 wystawiła komedię Corneille'a Wdowa (1632) i komedię Georges'a de Scudéry'ego le Trompeur Puni. Na początku 1634 roku Jeu de paume de la Fontaine spłonęła. Montrody wynajął wówczas za 100 ecu miesięcznie salę Jeu de paume du Marais przy ulicy Vieille-du-Temple 7. Zespół Comédiens du Roy przekształcił się tym samym w Petits comédiens du Marais. Montrody wystawił w tym czasie Subretkę i Pałac Królewski Corneille'a oraz La Comédie des Comédiens Scudéry'ego.
Pod koniec 1634 roku Montdory wystawił arcydzieło Jeana Maireta Sophonisbe. W 1636 roku wystąpił z wielkim sukcesem w roli Heroda w La Mariane Tristana l'Hermite'a. Prawdopodobnie jego najbardziej znaną rolą w Marais był Don Rodryg w Cydzie Corneille'a w 1637 roku. W sierpniu tegoż roku, występując ponownie jako Herod w La Mariane, z Richelieu na widowni, doznał ataku opisanego jako paraliż języka, pęknięcie naczyń krwionośnych lub apopleksja. Rozległy paraliż zmusił go w niedługim czasie do wycofania się ze sceny. Richelieu w uznaniu jego zasług przyznał mu hojną emeryturę. Ostatnie lata życia spędził w Thiers.